# Mirni čovjek
Mirni čovjek (eng. The Quiet Man) je film  Johna Forda iz 1952. s  Johnom Wayneom i Maureen O'Hara u glavnim ulogama. Temeljen je na kratkoj priči Mauricea Walsha iz 1933., Saturday Evening Post. Film je najpoznatiji po raskošnom prikazu  irskog sela i dugom, polukomičnom šakačkom obračunu između Waynea i  Victora McLaglena.

## Radnja
Priča prati irsko-američkog profesionalnog boksača Seana Thorntona (Wayne) koji se bori pod imenom "Trooper Thorn". Nakon što je tijekom meča nenamjerno ubio protivnika, seli se iz SAD-a u  Irsku, kako bi obnovio obiteljsku farmu. Zaljubljuje se u vatrenu Mary Kate Danaher (O'Hara) i ubrzo je oženi. Ona je sestra ne baš omiljenog lokalnog posjednika "Reda" Willla Danahera (McLaglen). Danaher odbija dati sestri puni miraz, na koji ona ima puno pravo.
Sean je spreman to zaboraviti, ali Mary Kate je odlučna da dobije svoj miraz po svaku cijenu te vjeruje kako je Sean spreman odustati zbog kukavičluka. Zapravo, on je i dalje istraumatiziran zbog smrti svog protivnika u ringu. Dva lokalna svećenika, otac Lonergan (Ward Bond) i velečasni Cyril "Snuffy" Playfair (Arthur Fields), interveniraju kako bi ponovno zbližili mladence. Na kraju, Sean i Will se obračunavaju, a Sean ponovno zadobiva ljubav Mary Kate.

## Glumci
- John Wayne - Sean Thornton
- Maureen O'Hara - Mary Kate Danaher
- Barry Fitzgerald - Michaleen Oge Flynn
- Victor McLaglen - Squire 'Red' Will Danaher
- Ward Bond - otac Peter Lonergan

## Produkcija
Film je bio dosta neobičan u odnosu na raniji rad Forda i Waynea, koji su većinom poznati po  vesternima. Bilo je to odstupanje i za studio Republic Pictures, koji je dao Fordu šansu da napravi film koji je smatran riskantnom avanturom u to vrijeme. Bilo je to po prvi put da studio, poznat po filmovima B-produkcije, izdaje film nominiran za Oscara.
Ford je pročitao priču još 1933. i ubrzo je otkupio za deset dolara. Trebalo je više od 12 godina kako bi se film isfinancirao i snimio. Mali studio Republic Pictures pristao je financirati film s O'Harom, Wayneom i Fordom kao redateljem, samo ako pristanu snimiti vestern za studio. Složili su se i nakon snimanja vesterna  Rio Grande, otišli su u Irsku kako bi počeli snimati.
Film je angažirao puno glumaca iz irskih kazališta, uključujući brata Barryja Fitzgeralda, Arthura Shieldsa, kao i mnogo statista sa sela.

## Nagrade
Film je zaradio ukupno sedam nominacija za Oscara, između ostalih i onu za najbolji film, a osvojio je dva: John Ford osvojio je svog četvrtog i zadnjeg Oscara. Winston C. Hoch i Archie Stout dobili su nagradu za najbolju snimku. Victor McLaglen bio je nominiran u kategoriji najboljeg sporednog glumca.

## Zanimljivosti
- Film je jedan od rijetkih holivudskih filmova u kojima se može čuti irski naglasak.
- 1961. je na Broadwayu postavljen mjuzikl Donnybrook! koji se temeljio na filmu.
- Jedan od uvjeta koji je studio Republic postavio Fordu bio je da film ne traje duže od dva sata. Međutim, kad je Ford prikazivao film direktorima studija, zaustavio je film na dva sata: točno na bitku između Waynea i McLaglena. Direktori Republica su popustili i dopustili da film traje više od dva sata.
- John Wayne rekao je kako mu je to najdraži film u karijeri.
- Scena iz filma pojavljuje se u filmu E.T. E.T. gleda scenu u kojoj Wayne zgrabi O'Haru za ruku i poljubi je, a Elliot ponavlja scenu u školi (s mladom  Erikom Eleniak) pod utjecajem E.T.-ja i njegove sposobnosti kontroliranja misli.
- Iako je Victor McLaglen glumio Irca, on je zapravo Englez; osim toga, on je bio i bivši profesionalni boksač prije nego što je postao glumac, za razliku od Johna Waynea, glumca koji glumi bivšeg profesionalnog boksača.

## Vanjske poveznice
- Mirni čovjek u internetskoj bazi filmova IMDb-a
- The Quiet Man Review  Arhivirana inačica izvorne stranice od 25. listopada 2008. (Wayback Machine)
- The Quiet Man on Rotten Tomatoes
- The Quiet Man at Filmsite.org
- The Quiet Man Irish Pub  Arhivirana inačica izvorne stranice od 30. ožujka 2007. (Wayback Machine)